# Frères Ouattara
Pour les articles homonymes, voir Ouattara.
Les frères Ouattara
Les frères Ouattara (Ouattara Assane et Ouattara Ousséni), nés le 14 août à Bobo-Dioulasso, sont des artistes plasticiens sculpteurs burkinabè. Ils résident à Bobo-Dioulasso.

## Biographie
Assane et Ousseni Ouattara sont autodidactes. Nés à Bobo-Dioulasso, ils sont d’origine mossi. Ils tiennent le nom Ouattara de leur grand-mère. Jeunes, ils commencent à s’intéresser à l’art plastique notamment la peinture. Plus tard, les jumeaux s’initient dans la sculpture notamment des masques. 

## Carrières artistiques
Les jumeaux Ouattara, ont été directeur du Festival International art’dougou, puis promoteur de Souk’Art et coordinateur de la fédération de la filière des arts plastique et appliqués. Ils président l’association Teryuma et initié le 1er carnaval de Colma secteur 11 de la ville de Bobo-Dioulasso. 
Devenus experts en masque africain et polychromie chercheur d’information sur la symbolique de masques et statuts et de tout autre objet animé par la voix, le geste ou la lumière, ils œuvrent à la valorisation de la culture à travers la réinterprétation et les fac-similés de masques et statues,.

## Distinction
2017 : Trophée de reconnaissance de BBDA.

## Collection
Œuvres conservées au musée ethnographique de Genève depuis 2005.

## Expositions
- 2000 : Exposition « Masque et Statue » Centre Culturel Djéliba de Bobo-Dioulasso ;
- 2002 :- Exposition « Masques Reflet et Réalité» Centre Culturel Français de Bobo-Dioulasso (CCFB) ; - Exposition« Masques et Statues traditionnelles» Centre Culturel Français de Ouagadougou (CCFO) ;
- 2003 :- Exposition « Tradition et Regard Contemporain » Musée Provincial de Bobo-Dioulasso ; - Participation (exposition et danse de masque du Burkina) au XIIIe édition du festival Mondial de Théâtre des Marionnettes Charleville Mézières (France)[9] ; - Exposition « Masque et Fétiche du Burkina dans la vision contemporaine des Frères Ouattara » Centre Culturel Français de Bobo-Dioulasso(CCFB) ;
- 2004 : - Exposition « Plastic 4 » Centre Culturel Djéliba de Bobo-Dioulasso ; - Exposition « Empreintes d’ancêtres» » Centre Culturel Français de Ouagadougou (CCFO) ;
- 2005 : - Exposition « L’Art Lobi » Sofitel Ouaga 2000 ; - Exposition « TAAMA » Centre Culturel Français de (CCFO) ; - Exposition « Masques » galerie K-LALA Ouaga ;
- 2006 :- Exposition « Masques et Musique Traditionnelles du Faso » au Musée de la Musique de Bobo-Dioulasso ; - Exposition « Masque du Burkina » SITHO à Ouagadougou ; - Exposition «Ensemble collectif » Centre Culturel Français de Bobo-Dioulasso(CCFB) ; - Exposition « Masque Africain » Orphelinat ARBRE d’en Face de Bobo-Dioulasso ;
- 2007 :- Exposition « La Semaine des Artistes Plasticiens » à la place de la Mairie Centrale de Bobo-Dioulasso ; - Exposition « Masques du Faso » SITHO à Ouagadougou ;
- 2008 :- Exposition « Les Messagers de la Savane » SIAO 2008 à Ouagadougou ; - Exposition « Art et culture» SITHO à Ouagadougou ;
- 2009 :- Exposition « Karanga » Karité bleu à Ouagadougou ;
- 2010 :- Exposition « Le Fleuron de l’art burkinabé» à l’hôtel Watinoma de Bobo-Dioulasso ; - Exposition « Le regard du Masques » Karité bleu à Ouagadougou ;
- 2011 : - Exposition collective « Bas les Masques » Guyancourt en France ; -Exposition « Burkin’ART 2011 » Villeneuve-lès-Avignon en France ;
- 2012 : - Exposition « The Masks » Musée de la musique de Bobo-Dioulasso
- 2013 : - Exposition « Entre Tradition et Art contemporain » Institut Français de Bobo-Dioulasso ; -Exposition « Masque et Statues » Galerie de Sya (Bobo-Dioulasso) ;
- 2014 : - Exposition « Visage et effigies » Villa Olivia de Bobo-Dioulasso ;
- 2015 : - Exposition « objet d’art » Boutique MA Copine à Bobo- Dioulasso ;
- 2016 :- Exposition « Rhombe » hôtel villa rose à Bobo-Dioulasso
- 2017 :- Exposition « Bord du Houet : Masques et Statues» Musée Songossira Sanou de Bobo-Dioulasso ; - Exposition collective « Clin d’œil » à la Maison de la Culture Monseigneur Anselme Titianma Sanon de Bobo-Dioulasso ;
- 2018 : - Exposition « C.Com Création » Boutique MA Copine à Bobo-Dioulasso - Exposition « Le mouvement des inanimés : masques et statuettes »
- 2019 : - Exposition collective « Regard et expérience » à la Maison de la Culture Monseigneur Anselme Titianma SANON de Bobo-Dioulasso ;
- 2020 : - Exposition « Tradi-moderne », hôtel villa rose à Bobo-Dioulasso.